# Beulaville
Beulaville is een plaats (town) in de Amerikaanse staat North Carolina, en valt bestuurlijk gezien onder Duplin County.

## Demografie
Bij de volkstelling in 2000 werd het aantal inwoners vastgesteld op 1067.
In 2006 is het aantal inwoners door het United States Census Bureau geschat op 1112, een stijging van 45 (4,2%).

## Geografie
Volgens het United States Census Bureau beslaat de plaats een oppervlakte van
3,8 km², geheel bestaande uit land. Beulaville ligt op ongeveer 25 m boven zeeniveau.

## Plaatsen in de nabije omgeving
De onderstaande figuur toont nabijgelegen plaatsen in een straal van 28 km rond Beulaville.